# Чагра (Самарская область)
Чагра́ — железнодорожная станция (тип населённого пункта) в Хворостянском районе Самарской области в составе сельского поселения Новоку́ровка.

## География
Находится на железнодорожной линии Пугачёвск—Чапаевск примерно в 23 км к восток-северо-востоку от районного центра — села Хворостянка, в 1,5 км от села Новокуровка.
Автомобильными дорогами посёлок связан с районным центром, а также с Пестравским и Красноармейским районами Самарской области, с Саратовской областью.

## Инфраструктура
- Чагринский элеватор
- склад нефтепродуктов
- бензоколонка
- строительная организация

Есть медпункт, магазин, детсад, почтовое отделение, дом культуры
Железнодорожная станция Чагра формально разграничивает Куйбышевскую железную дорогу и Приволжскую железную дорогу. Пассажирские поезда на этой станции не останавливаются.

## Население
{{Население|Чагра (Самарская область)
Постоянное население составляло 572 человека (русские 91 %) в 2002 году.
Основная часть взрослого населения работает на станции и на элеваторе.